# Microgomphus jannyae
Microgomphus jannyae är en trollsländeart som beskrevs av Legrand 1992. Microgomphus jannyae ingår i släktet Microgomphus och familjen flodtrollsländor. IUCN kategoriserar arten globalt som livskraftig. Inga underarter finns listade i Catalogue of Life.